# Stadion De Braak
El Stadion De Braak por razones de patrocinio GS Staalwerken Stadion es un estadio de fútbol ubicado en la ciudad de Helmond, en la provincia de Brabante Septentrional, en el sur de los Países Bajos. El estadio inaugurado en 1967, es utilizado por el club de fútbol Helmond Sport para sus partidos en casa.
El estadio hoy consta de tres gradas cubiertas, con una zona tras una portería trasera abierta. Las graderías no están a nivel del suelo, sino que se elevan sobre zócalos de hormigón. Esto mejora la vista del campo. Las gradas ofrecen 4.100 asientos cubiertos, de los cuales 400 están reservados para los aficionados visitantes. Cada uno de los cuatro mástiles del sistema de iluminación posee 20 focos. Alrededor del estadio hay doce campos de fútbol de diferentes tamaños.
Por razones de patrocinio el estadio a adoptado los siguientes nombres, Lavans Stadion (2010–2018), SolarUnie Stadion (2018–2022) y GS Staalwerken Stadion desde 2022.

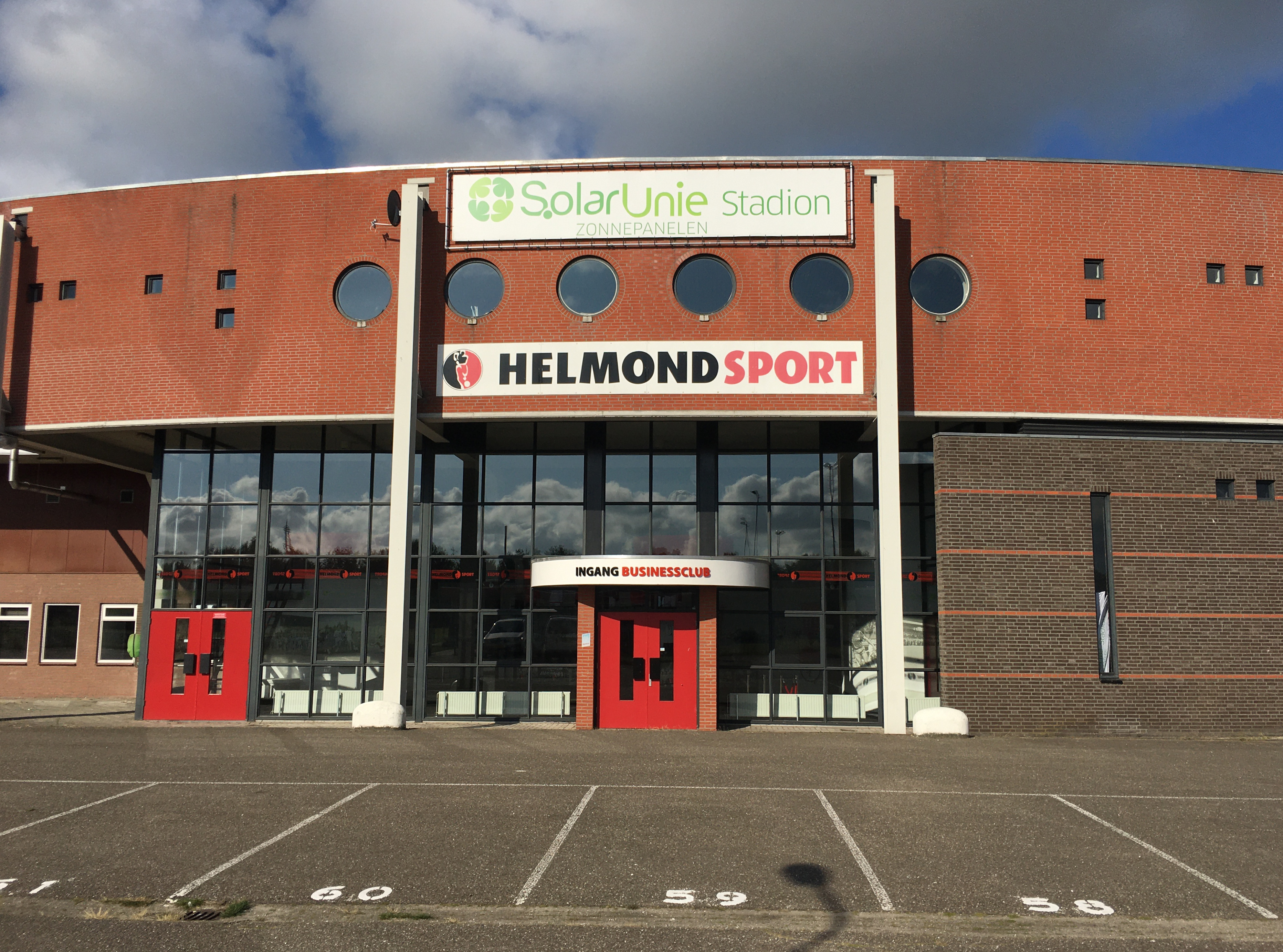